# Los Cinco en la granja Finniston
Los Cinco en la Granja Finniston es un libro de la escritora británica Enid Blyton escrito en 1960. Corresponde al decimoctavo libro de la colección de Los Cinco. 

## Argumento
Los Cinco pasan las vacaciones en Dorset, alojados en la Granja Finniston, regentada por Mr y Mrs Philpot y sus hijos, los gemelos Enrique y Enriqueta. La granja no pasa un buen momento económico, y se ven obligados a aceptar huéspedes a su pesar. Los chicos no son los únicos huéspedes, sino también está un americano, Mr Henning, que está ansioso por acaparar cuantas antigüedades pueda conseguir, y su aborrecible hijo Junior. Otro habitante de la granja es Jonathan Philpot, abuelo de los Philpot, que no se caracteriza precisamente por su diplomacia a la hora de hablar, y avergonzará en más de una ocasión a Mrs Philpot. Con la ayuda de Tim, Jorge enseña modales a Junior, y los chicos se ganan la simpatía de los gemelos.
Un anticuario, Mr Finniston, les cuenta la historia del Castillo de Finniston, que asaltado en siglo XII es arrasado, excepto los sótanos. Lord Finniston muere en el asalto, pero Lady Finniston y su familia consiguen escapar atravesando un túnel secreto. El anciano anticuario se pregunta cómo sería encontrar todo lo que había en esos sótanos. 
Los chicos descubren una colina que presenta aspecto de posible localización del castillo, pero Junior se lo dice a su padre, que compra un permiso para excavar con bulldozer. Los Cinco saben que el pasadizo secreto del castillo enlazaba con la vieja capilla, que ahora se usa de almacén. Mientras Retaco, el perro de los gemelos persigue a Nariguda, la urraca, ésta se mete en una madrigera, regresando con un anillo con una piedra roja. Los chicos comienzan a excavar, encontrando un túnel que les lleva a los sótanos del castillo, donde encuentran armaduras, joyas y monedas. Al regresar encuentran que se ha hundido el techo, Tim los llevará por la dirección opuesta a la salida de la Capilla. 
Enseñan el tesoro a los Philpot y al abuelo, y devuelven el cheque a Mr Henning. Cuando el americano empieza a protestar, el abuelo blandiendo la espada expulsa al americano y su hijo de la granja.

## Personajes
- Los Cinco: Julián, Dick, Jorge, Ana y Tim.
- Enrique y Enriqueta (gemelos hijos de los granjeros)
- Mr y Mrs Philpot (propietarios de la granja)
- Jonathan Philpot (abuelo de la familia)
- William Finniston (anticuario)
- Mr Henning (acaudalado americano)
- Junior Henning (hijo de Mr Henning)
- Mr Durleston (consejero de Mr Henning)
- Juanita (niña de la tienda del pueblo)
- Bill y Jaime (trabajadores de la granja)
- Retaco (perro de los gemelos)
- Nariguda (urraca de los gemelos)

## Lugares
- Dorset
- Granja Finniston

## Curiosidades
La Granja Finniston está inspirada en una granja que Enid Blyton compró en 1956. Se trata de Manor Farm en Stourton Caundle cerca de Sturminster Newton.